# Diogo Sclebin
Diogo Sclebin (Rio de Janeiro, 6 mei 1982) is een triatleet uit Brazilië. Hij nam namens zijn vaderland deel aan de Olympische Spelen (2012) in Londen, waar hij eindigde op de 44ste plaats in de eindrangschikking met een tijd van 1:51.51.

## Palmares

### triatlon
- 2011: 5e Pan-Amerikaanse Spelen in Guadalajara - 1:49.49
- 2011: 71e WK olympische afstand - 331 p
- 2012: 80e WK olympische afstand - 459 p
- 2012: 44e OS in Londen - 1:51.51
- 2013: 39e WK sprint afstand in Hamburg - 53.34
- 2013: 51e WK olympische afstand - 579 p
- 2014: 36e WK sprint afstand in Hamburg - 53.21
- 2014: 47e WK olympische afstand - 684 p
- 2015: 15e Pan-Amerikaanse Spelen in Toronto - 1:50.24
- 2015: 64e WK olympische afstand - 632 p
- 2016: 50e WK olympische afstand - 299 p